# الموارنة في قبرص
الموارنة في قبرص  يعتبر وجودًا مبكرًا يرقى إلى القرن الثامن، وقد أصبحت قبرص بمرور الزمن موئلاً طبيعيًا لهؤلاء المهاجرين من سوريا ولبنان، حتى بات عدد القرى المارونيّة في الجزيرة أواسط القرن الثالث عشر، ستين قرية، وشكلوا حوالي عشرين ألفًا من عماد الجيش القبرصي، وبات لهم أسقف مقيم هناك بدءًا من العام 1316؛ لكن هذا الوجود أصيب بنكسة كبيرة أعقاب الفتح العثماني للجزيرة عام 1571، وما تلاه من تردي الوضع الاقتصادي والفتن المستمرة والاضطهادات الدينية، وغيرها من العوامل، فلم يبق من هذه القرى سوى ستة عشر قرية بحلول عام 1820، وساهمت النزاعات اليونانية التركية على أرض الجزيرة في هجرة آلاف الموارنة عام 1974 من شمال قبرص الخاضع لسيطرة تركيا، ولم يبق من هذه القرى اليوم سوى أربعة تعتبر قرية كورماكيتيس أكبرها.
كورماكيتيس هي تحريف لعبارة «كور ما جيتي»، وقد أطلقها سـكّانها الذي يعود أصلهم إلى قرية كور في بلاد البترون، والمقصود أنهم أتوا من كور أمّا كور فلم تأتِ لذلك قالوا: «كور ما جيتي». أمّا الأتراك فيسـمّونها: «كوروشـام» أي «كور الشـام»، وفي التسميتين اليونانيّة والتركيـّة إثبات للهويّة المشـرقيّة لهذه القرية.
يتكلم أبناء هذه القرى إلى جانب اللغتين التركيّة واليونانيّة، لغة خاصة تعرف باسم اللغة العربية المارونيّة القبرصيّة، هي في الحقيقة مزيج بين اللغة السريانيّة، وبعض المفردات الدارجة في اللهجة اللبنانيّة المحكيّة، واللغة العربية، وتعتبر من اللغات المهددة بالانقراض.